# Korovou
Korovou je vesnice nacházející se ve fidžijské provincii Tailevu, 31 km od Nausori. Protéká jí malá řeka. Je centrem zdejšího mlékárenského průmyslu, který byl založen na konci 1. světové války britskými osadníky na půdě,která byla darována fidžijskými náčelníky. Ve vesnici stojí dokonce i nemocnice Korovou Hospital. V roce 2007 měla asi 350 obyvatel.
V blízkosti se nachází Korovou Natovi Landing, přístav používaný trajekty do Ovalau a Vanua Levu.